# Hammer Hill
Hammer Hill (littéralement « colline du marteau » ; chinois : 斧山, littéralement « colline de la hache ») est un sommet de Hong Kong situé au-dessus du quartier de Ngau Chi Wan à New Kowloon.